# Konovalovski Oeval
De Konovalovski Oeval (Russisch: Коноваловский Увал) is een bergrug (oeval) in de Centrale Oeral. De bergrug spreidt zich uit in noord-zuidrichting over een lengte van ongeveer 70 kilometer tussen de rivier de Tsjoesovaja in het noorden en de bovenloop van de Bardym in het zuiden. Als de Tsjoesovaja niet wordt gezien als grens, maar als doorsnijding van de rug, kan de lengte op ongeveer 100 kilometer worden gesteld, daar ten noorden van deze rivier zich nog enkele heuvels bevinden; de Konvalaja, Lipovaja en Kroetye. Het hoogste punt wordt gevormd door de Sjoenoet met 724 meter. De naam van de rug is verbonden met het dorpje Konovalovo ten noorden ervan (5 kilometer ten westen van Bilimbaj) aan de rivier de Tsjoesovaja.